# Centralni bantu jezici zone M
Centralni bantu jezici zone M skupin od (23) centralnih bantu jezika iz Zambije, Demokratske Republike Kongo, Tanzanije, Malavija i Zimbabvea, to su:
a. Bemba (M.40) (3): aushi, bemba, taabwa;
b. Bisa-Lamba (M.50) (3):
b1. Bisa (2): lala-bisa, seba;
b2. Lamba (1): lamba;
c. Lenje-Tonga (M.60) (6): 
c1. Lenje (1): lenje;
c2. Tonga (5): dombe, ila, sala, soli, tonga;
d. Nyakyusa (M.30) (1): nyakyusa-ngonde;
e. Nyika-Safwa (M.20) (10) prije (6): malila, ndali, nyamwanga, nyiha ili tanzanijski nyiha, safwa, wanda, lambya [lai]; novopriznati jezici: malavijski nyiha, nyika [nkv], tanzanijski nyika [nkt]
f. Nyika-Safwa (N.20) (1): lambya. uklopljena u Nyika-Safwa (M.20).

## Vanjske poveznice
- Ethnologue (14th)